# 수사나 히메네스
수사나 히메네스(Susana Giménez, 1944년 1월 29일 ~ )는 아르헨티나의 텔레비전 진행자이자 배우이다.